# Potamogeton × cooperi
Potamogeton × cooperi là một loài thực vật có hoa lai ghép trong họ Potamogetonaceae. Loài này được (Fryer) Fryer miêu tả khoa học đầu tiên năm 1897.